# 현악 사중주 1-6번, 작품 번호 18 (베토벤)
루트비히 판 베토벤의 현악 사중주 1-6번( 또는 여섯 개의 현악 사중주), 작품 번호 18은 1801년에 빈의 트란퀼로 몰로 출판사에 의해 각각 세 개의 사중주로 구성된 두 권의 책으로 출판되었다. 이 모든 작품들은 베토벤의 친구인 바이올리니스트 칼 아멘다의 고용주였던 요제프 프란츠 폰 롭코비츠 공작을 위한 임무를 수행하기 위해 1798년에서 1800년 사이에 작곡된 것으로, 요제프 하이든과 볼프강 아마데우스 모차르트가 개발한 고전 현악 사중주의 총체적인 숙달성을 보여주는 것으로 여겨진다.
출판 순서(장르 일련번호)는 작곡 순서와 일치하지 않는다. 베토벤은 이 여섯 개의 사중주를 3 · 1 · 2 · 5 · 4 · 6번의 순서로 작곡했다. 참조:
- 현악 사중주 1번 바장조
- 현악 사중주 2번 사장조
- 현악 사중주 3번 라장조
- 현악 사중주 4번 다단조
- 현악 사중주 5번 가장조
- 현악 사중주 6번 내림나장조

베토벤은 라이프치히의 호프마이스터사에게 보낸 편지(1802년 4월 8일)에서 오류로 가득차 있는 4-6번 몰로판을 가리키며 "결함과 오류, 큰 것과 작은 것들로 가득 찬 것"이라고 다시 말했다. 커먼 또한 유사한 논평을 하며 빈약한 4-6번 몰로판은 적어도 민간 항의를 부추겼다고 결론을 내렸다. 적어도 작곡가의 강력한 사적인 항의를 불러일으킨 4-6번은, 필사본와 스케치가 발견되지 않는 한, 이 세 작품의 현존하는 1차 자료가 될 수도 있다. 이것은 사중주 4 · 5 · 6번에만 적용된다; 특히 1번 바장조 사중주의 상황은, 이전 버전 전체가 보존되기 때문에, 다른 점은 출판되고 기록되기까지 한다. 전체의 세트는 "라즈몹스키" 사중주나 후기 사중주에 비해 비평가적인 호평이 적지만, 첫 번째 사중주는 언제나 존경받는 작품이었다.

## 같이 보기
- 루트비히 판 베토벤의 작품 목록
- 베토벤의 현악 사중주